# Holospira danielsi
Holospira danielsi är en snäckart som beskrevs av Henry Augustus Pilsbry och James Henry Ferriss 1915. Holospira danielsi ingår i släktet Holospira och familjen Urocoptidae. Inga underarter finns listade i Catalogue of Life.